# イーピノオス
イーピノオス（古希: Ἰφίνοον, Īphinops）は、ギリシア神話の人物である。長母音を省略してイピノオスとも表記される。主に、
- ケンタウロスの1人
- デクシオスの子
- テーバイ人

が知られている。以下に説明する。

## ケンタウロスの1人
このイーピノオスは、ケンタウロスの1人である。他のケンタウロスとともにラピテース族の王ペイリトオスとヒッポダメイアの結婚式に出たが、その後のラピテース族との戦いでペーレウスによって殺された。

## デクシオスの子
このイーピノオスは、ギリシア人デクシオスの子である。トロイア遠征軍に加わり、戦場では戦車に乗って戦ったが、リュキアの武将グラウコスの投じた槍で肩を撃たれ、戦車から転落して死んだ。あるいはヘクトールに討たれた。

## テーバイ人
このイーピノオスは、テーバイ人。テーバイ攻めの七将と戦争した際にテーバイを守って戦ったが、予言者アムピアラーオスに討たれた。